# Kempa Nanjammani Vani Vilasa Sannidhana
Kempa Nanjammani Vani Vilasa Sannidhana, född 1866, död 1934, var en indisk maharani och regent. Hon var gift med maharadjan Chamarajendra Wadiyar X av Mysore, och var Mysores regent som förmyndare för sin son Krishna Raja Wadiyar IV mellan 1895 och 1902. Hennes regeringstid har bedöms som lyckad. Hon beskrivs som disciplinerad och skicklig, och lyckades bemästra en svår situation i början av sin regeringstid, då situationen var svår på grund av pesten. Hon var själv en hängiven hindu men visade respekt för andra religioner i sin politik, och gynnade utbildning för kvinnor.